# Majuskel

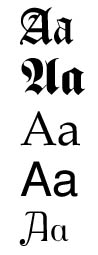
A (Majuskel) und a (Minuskel) in verschiedenen Schriftarten

Die Majuskel (Plural Majuskeln, von lateinisch māiusculus ‚etwas größer‘) ist unter anderem in der Typografie ein Fachbegriff für die Großbuchstaben des Alphabets. Minuskel ist die entsprechende Bezeichnung für einen Kleinbuchstaben. Beide unterscheiden sich äußerlich nicht nur in der Größe, sondern in den meisten Fällen auch in ihrer Gestalt.
Großbuchstaben werden auch als Versalien bezeichnet, abgeleitet von lateinisch versus („Zeile“, „Vers“). Ursprünglich waren damit die großen, oft ausgeschmückten Anfangsbuchstaben (Initialen) von Absätzen oder Verszeilen in alten Handschriften und frühen Drucken gemeint (siehe auch Lombardische Versalien).

## Großbuchstaben

### Vorkommen
Großbuchstaben gibt es unter anderem in folgenden Alphabeten:
- griechisches Alphabet
- lateinische Alphabete
- kyrillisches Alphabet
- armenisches Alphabet
- koptisches Alphabet

In der Cherokee-Silbenschrift wird seit 2014 zwischen Groß- und Kleinbuchstaben unterschieden.

### Verwendung
Bei der kombinierten Verwendung mit Kleinbuchstaben dienen Großbuchstaben insbesondere der Hervorhebung von Satzanfängen und Namen, speziell im Deutschen auch der Hervorhebung von Substantiven. Zu diesem Zweck wird nur der erste Buchstabe des betreffenden Wortes oder Namens großgeschrieben.
Einzelne Großbuchstaben mitten im Wort (sogenannte Binnenmajuskeln oder Binnengroßbuchstaben) entsprechen nicht den Regeln der Rechtschreibung, sie tauchen aber recht häufig in Produktnamen auf (Beispiele: PowerPoint, AdSense). Ein weiteres Beispiel ist das beim Gendern verwendete Binnen-I (Beispiel:  MitarbeiterInnen).
Gelegentlich werden zum Beispiel ganze Wörter, Buchtitel oder Überschriften mit Großbuchstaben geschrieben, um sie hervorzuheben. Die Großbuchstaben werden in diesem Fall zumeist Versalien genannt. Bei der Großschreibung von ganzen Sätzen oder noch längeren Texten geht der lesetechnische Vorteil einer differenzierten Groß-/Kleinschreibung verloren; deshalb werden hier vorrangig andere Mittel der Schriftauszeichnung eingesetzt, vor allem fette und kursive Schriftschnitte.

## Majuskelschriften

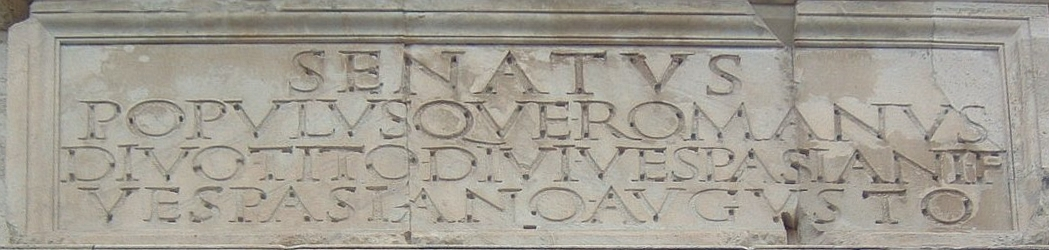
Klassische Capitalis monumentalis auf dem Titusbogen

In der Paläografie bezeichnet man diejenigen Schriftarten als Majuskelschriften, die sich vorwiegend auf ein Zweilinienschema beschränken (z. B. Capitalis, Unziale).
Die römische Monumentalschrift Capitalis monumentalis, die sich bis etwa 100 v. Chr. ausbildete, diente als Grundlage für die Entwicklung der heutigen Großbuchstaben in lateinischen Alphabeten.
Ein Beispiel für eine griechische Majuskelschrift ist die spätantike Bibelmajuskel.